# Aurelio Grimaldi
Aurelio Grimaldi (Modica, 22 de novembre de 1957) és un director de cinema, guionista i escriptor italià.

## Biografia
Grimaldi va treballar com a professor de primària i es va dedicar a la literatura, influït per Pier Paolo Pasolini. El 1985 el director Marco Risi va adaptar una de les obres literàries de Grimaldi, Mery per sempre que va tenir un gran èxit. El 1990 Grimaldi va escriure el guió de Ragazzi fuori de Risi i després es va dedicar a la direcció. La seva pel·lícula debut La discesa di Aclà a Floristella es va projectar al programa del Festival de Cinema de Venècia l'any 1992. Les dues pel·lícules següents també van rebre crítiques positives i van estar representades als festivals de Locarno i Canes. Basat en un guió de Tinto Brass Grimaldi va rodar Il macellaio (1998), que va escandalitzar per les seves escenes eròtiques, i La donna lupo de l'any següent, que va ser un fracàs artístic i descrit per la crítica com "porno sobre emancipació", i també una trilogia dedicada a Pier Paolo Pasolini (Nerolio 1996, Rosa Funzeca 2002, Un mondo d'amore 2003). També es va fer una pel·lícula per a nens, Iris (2000), que va guanyar un premi al Festival de Cinema Infantil de Schlingen. La pel·lícula L'educazione sentimentale d'Eugénie del 2005 es va tornar a dedicar a temes eròtics. El 2010 va seguir L'ultimo re, el darrer llargmetratge fins que el 2020 va publicar Il delitto Mattarella sobre la Cosa Nostra amb un guió escrit per ell mateix.
A més del seu treball cinematogràfic, Grimaldi va continuar publicant novel·les. El 1995 Grimaldi va rebre el Premi de la Crítica Cinematogràfica Neerlandesa per l'adaptació cinematogràfica de la seva novel·la Le buttone.

## Filmografia

### Com a director
- La discesa di Aclà a Floristella (1992)
- La ribelle (1993)
- Le buttane (1994)
- Nerolio (1995)
- Il macellaio (1998)
- Un nuovo giorno (1999)
- La donna lupo (1999)
- Iris (2000)
- Rosa Funzeca (2002)
- Un mondo d'amore (2003)
- L'educazione sentimentale di Eugénie (2005)
- Se sarà luce sarà bellissimo (2008)
- Anita - Una vita per Garibaldi (2009)
- L'ultimo re (2010)
- Figli di chi s'amava (2010) - Documental
- Alicudi nel vento (2015) - Documental
- La Divina Dolzedia (2017)
- Il delitto Mattarella (2020)
- Raqmar (2022) - In corso di riprese

### Com a guionista
- Mery per sempre (1989)
- Ragazzi fuori (1990)

## Obra literària
- 'Nfernu veru. Uomini & immagini dei paesi dello zolfo, a cura di, Roma, Edizioni lavoro, 1985.
- Meri per sempre. L'amore, la donna, il sesso raccontato dai giovani detenuti del Malaspina di Palermo, a cura di, Palermo, La Luna, 1987. ISBN 88-7823-005-7.
- Le buttane, Torino, Bollati Boringhieri, 1989. ISBN 88-339-0484-9.
- Storia di Enza, Torino, Bollati Boringhieri, 1991. ISBN 88-339-0597-7.
- Tutti vi dimenticherete del mio amore perduto, Palermo, Edizioni della Battaglia, 1992.
- Palermo che muore, Palermo che nasce, Roma-Bari, Laterza, 1994. ISBN 88-420-4450-4.
- I violanti, Roma, EL, 1995. ISBN 88-7910-652-X.
- Malaspina, Roma, Elliot, 2013. ISBN 978-88-6192-379-9.
- Il delitto Mattarella, Roma, Castelvecchi, 2020. ISBN 978-88-328-2892-4.
- Fango, Roma, Castelvecchio 2021